# ジョブ・カード制度
ジョブ・カード制度（ジョブ・カードせいど）は、正社員経験の少ない人を対象として、対象者の職務経歴や学習歴、職業訓練の経験、免許・資格などを「ジョブ・カード」と呼ばれる書類にとりまとめ、企業における実習と教育訓練機関における学習を組み合わせた職業訓練を受けることにより、その後の就職活動やキャリア形成に活用する制度。
日本政府が「成長力底上げ戦略」のうちの人材能力戦略として2007年（平成19年）2月に打ち出し、2008年（平成20年）4月から実施された。開始当初の対象者は、単に「正社員経験の少ない人」であったが、2009年（平成21年）度からは「その訓練を実施する分野において正社員経験の少ない人」と要件が拡大されたため、正社員経験が充分にある者であっても訓練関係職種の経験がない場合は、本制度の対象となる（2010年（平成22年）10月現在）。
ジョブ・カード制度の対象者は、ハローワークやジョブカフェ等で登録キャリア・コンサルタントによるキャリア・コンサルティングを受けながらジョブ・カードを作成する。この段階で対象者が就職を希望した場合は、就職活動となる。職業訓練を希望した場合は、企業における実習と教育訓練施設等における座学を組み合わせた実践的な訓練（これを職業能力形成プログラムと呼ぶ）を受講して企業からの評価（評価シートの公布）を受けた後に、再び、キャリア・コンサルティングを受けてジョブ・カードを作成し、就職活動となる。上記の職業能力形成プログラムの他に、実践型教育プログラムと呼ばれるものも用意されている。
2010年（平成22年）6月の時点で登録者数は約25万人に達しており、2020年までに300万人とする目標が新成長戦略の一つとして閣議決定された。しかし2010年10月26日の行政刷新会議による事業仕分けでは、効果に疑問符がつくとして廃止と判定され類似事業と整理統合することになったが、その後の国会における政府答弁は最終結論ではないとしている。

## 経緯

### 制度導入の背景
2008年より、一部機能が稼動を開始した。まずは公共職業訓練を修了した受講者を対象に、ジョブ・カードに入れる「職業能力証明書」（アメリカでいうサーティフィケートに相当する）の発行を開始した。また、キャリア・コンサルティングにおいて、これまでの職歴や職業訓練歴を詳細に取りまとめ、さらにキャリア・コンサルタントがこれを公的に証明することで、就職活動における履歴書や職務経歴書の代替・補完として利用されることが期待された。
人口構成比の変化により労働力人口が減少する中で、不定期雇用の経験がある労働者が正社員を目指して就職活動しても、不定期雇用が職務経験として認められずに採用されないケースが多いことが、制度導入の背景として挙げられる。その結果、不定期雇用者として不安定なままの生活を強いられ、正社員との収入格差が広がった（ワーキングプアを参照）。
政府は、導入5年後（2013年）に100万人にジョブ・カードを交付することを目標とした。

### 検討の流れ
- 2007年 2月15日　政府が内閣府に設置した成長力底上げ戦略構想チームの「成長力底上げ戦略（基本構想）」で柱の一つとして提言[4]
- 2007年 6月19日　閣議決定された「経済財政改革の基本方針2007」で、最優先課題として位置づけられる[4]
- 2007年 7月24日　中間報告書提出[4]
- 2007年12月12日　最終報告書提出[4]
- 2010年10月27日 事業仕分け第3弾前半で｢ジョブ・カード制度普及促進事業｣は廃止、類似事業との整理統合せよ評価とされたが、その後の国会での政府答弁は最終結論ではないとしている。
- 2022年10月26日　厚生労働省から「マイジョブ・カード」が始まる,マイナポータルに連携し履歴書,職務経歴書なども作成出来る

## ジョブ・カード

### 内容
ジョブ・カードは、以下の6つの書類によって構成される。
- 総括表
- 職務経歴
- 学習歴・訓練歴（大学等での履修証明書など）
- 免許、資格
- キャリアシート（2011年現在、導入を検討中のキャリア段位を記載することが想定されている）
- 職業能力証明書 - 職業訓練修了後、企業や学校が発行する

### 交付までの流れ
以下では、交付までの流れを概説する。
交付対象者
現在は、求職者のうち、希望する者に交付している。
1. ジョブ・カードの作成
  - ハローワーク、ジョブカフェなどで面談を行いながら、現状の能力や課題を整理し、目標を決める。また、次の段階であるプログラムを決める。
2. 職業能力形成プログラム、実践型教育プログラムにより、能力の育成を計る。
  - プログラム終了後に、企業や学校が職業能力証明書を発行
3. ジョブカードの作成
  - ハローワーク、ジョブカフェなどで職業能力証明書などを元にキャリア・コンサルタント面談を行いながら、現状の能力や課題を整理し、職業選択などを決める
4. ジョブ・カードを就職活動などに活用

### 登録キャリア・コンサルタントによる交付
ジョブ・カードの交付は、ジョブ・カード講習を受講・修了して、厚生労働省に登録された者（登録キャリア・コンサルタントという）だけが行うことができる。2007年度においては、2008年度から開始されるハローワーク等でのキャリア・コンサルティング体制を整備するために、独立行政法人雇用・能力開発機構の能力開発支援アドバイザー等約700人がジョブ・カード講習を受講した。2008年度および2009年度は財団法人社会経済生産性本部（現・日本生産性本部）が厚生労働省の委託事業としてジョブ・カード講習を実施する。

## 職業訓練

### 職業能力形成プログラム
企業で働きながら、職業訓練を行う。OJTとOff-JTを取り混ぜながら実際に働くことにより、企業が求める人材へ育てられることが期待されている。プログラムは以下の4つのシステムに分かれる。
- 有期実習型訓練
  - 期間：3 - 6か月
  - 対象：正社員経験が少ない人
  - 給料：有り
- 実践型人材養成システム
  - 期間：6 - 24か月
  - 対象：40歳未満のもの
  - 給料：有り
  - その他：職業能力開発促進法に基づく
- 日本版デュアルシステム
  - 期間：4か月
  - 対象：原則、正社員経験が少ない人
  - その他：詳細は、デュアルシステムを参照
- 企業実習先行型訓練システム（仕事おためし訓練コース）
  - 期間：1～3か月の企業実習後に必要に応じて3か月程度の座学
  - 対象：正社員経験が少ない、おおむね25歳以上40歳未満

最初に実施する企業は、キヤノン。

### 実践型教育プログラム
大学などで、職業訓練を行う。各大学等が提供するプログラムの中から、交付対象者が興味のあるものや、ハローワークなどでの面談の際に勧められたものを選択する。内容は、実践的な座学が想定されている。

### 橋渡し訓練
2008年（平成20年度）補正予算（安心実現のための緊急総合対策）における雇用支援対策の一つ「ジョブ・カード制度の整備・充実」として、橋渡し訓練が創設された。橋渡し訓練とは、非正規労働者やニート、職業訓練施設の選考から外れた者などを対象として、ジョブ・カード制度において実施される職業訓練への橋渡しとなるような基礎的な導入訓練のことである。訓練期間は1〜3か月程度とし、訓練内容は以下の通りである。
- キャリア・コンサルティングの実施、およびジョブ・カードの作成の支援
- 実践的な職業訓練の受講に必要な基礎学力の向上
- 現行の職業訓練よりも基礎的な訓練
- ヒューマンスキル（対人能力）の向上

## 助成金と給付金

### 企業への助成金
職業能力形成プログラムの有期実習型訓練、または実践型人材養成システムを実施する企業に対してキャリア形成促進助成金が適用され、実習時間に応じた助成や訓練期間中に支払った賃金、座学に要した経費などの一部が助成される。

### 対象者への給付金
職業訓練中の者に対し、条件により生活保障のための給付金を受けられる制度がある。
詳しくは、雇用のセーフティネット#職業訓練期間中の生活保障給付を参照のこと。